# Schlesinger Race

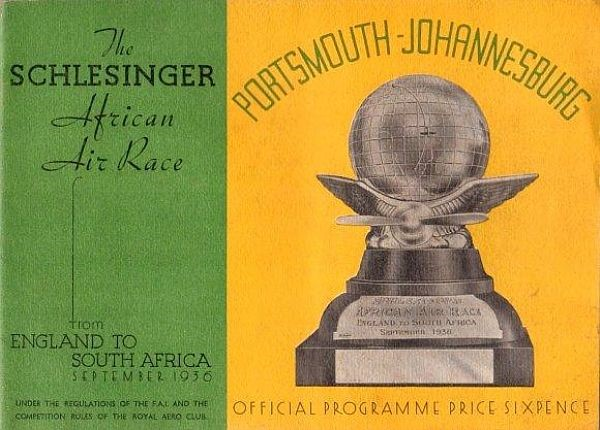
Rennprogramm des Schlesinger Race

Das Schlesinger Race, auch bekannt als Schlesinger African Air Race, Rand Race oder Portsmouth–Johannesburg Race, war ein Luftrennen und fand 1936 zwischen Portsmouth, England, und Südafrika statt. Anlass war die in diesem Jahr stattfindende Johannesburg Empire Exhibition.

## Vorgeschichte

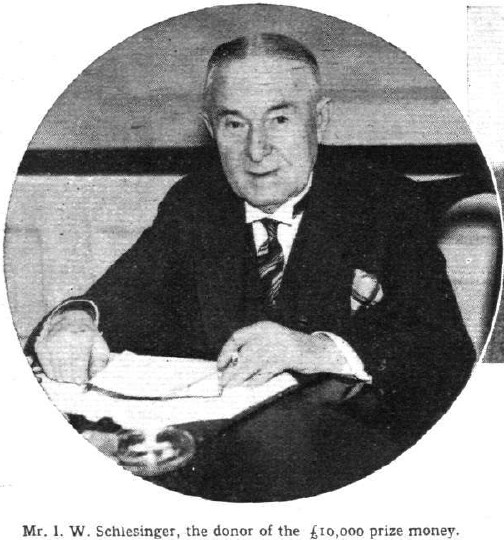
I. W. Schlesinger, Sponsor und Namensgeber des Rennens

Der britische Mäzen I. W. Schlesinger setzte ein Preisgeld von 10.000 Britischen Pfund für den Gewinner des Rennens aus. Für das Rennen waren zwei unterschiedliche Wertungen, eine Geschwindigkeitswertung und eine Handicapwertung, ausgeschrieben. Dabei wurde das Preisgeld hälftig geteilt. Ein gleichzeitiger Gewinn beider Wertungen war nicht vorgesehen. Organisiert und durchgeführt wurde das Rennen vom Royal Aero Club.
Insgesamt meldeten sich 14 Besatzungen für das Rennen an, von denen schließlich neun an den Start gingen. Als Favorit für das Rennen galt der britische Pilot Tom Campbell Black, der 1934 auf einer De Havilland DH.88 Comet das MacRobertson Air Race zwischen London und Melbourne gewonnen hatte. Black bereitete sich mit einer Percival Mew Gull mit dem Kennzeichen G-EAKL auf das Rennen vor. Zehn Tage vor Start wurde er jedoch bei einem Unfall auf dem Speke Airport schwer verletzt, als Flying Officer Peter Stanley Salter, Assistant Adjutant und Chief Flying Instructor der No. 611 Squadron, mit seiner Hawker Hart Blacks Maschine auf der Rollbahn rammte.
Bei der von John E. Carberry ursprünglichen gemeldeten Percival Vega Gull handelt es sich um das Flugzeug, das mit dem Kennzeichen VP-KCC von Beryl Markham für ihren Transatlantikflug am 4. September 1936 benutzt wurde. Die Maschine stand für das Rennen damit nicht mehr rechtzeitig zur Verfügung.

## Verlauf

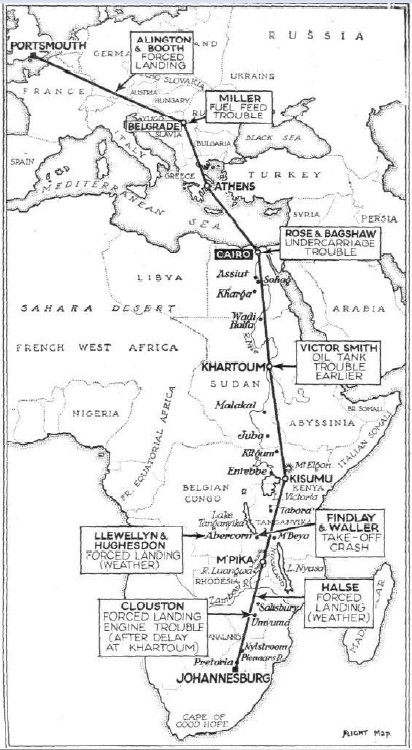
Streckenführung des Rennens

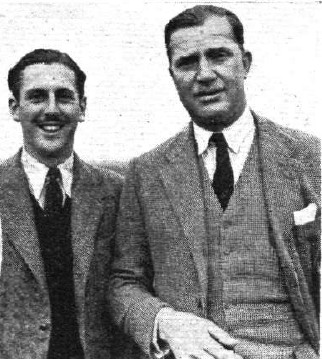
Die Gewinner Scott und Guthrie

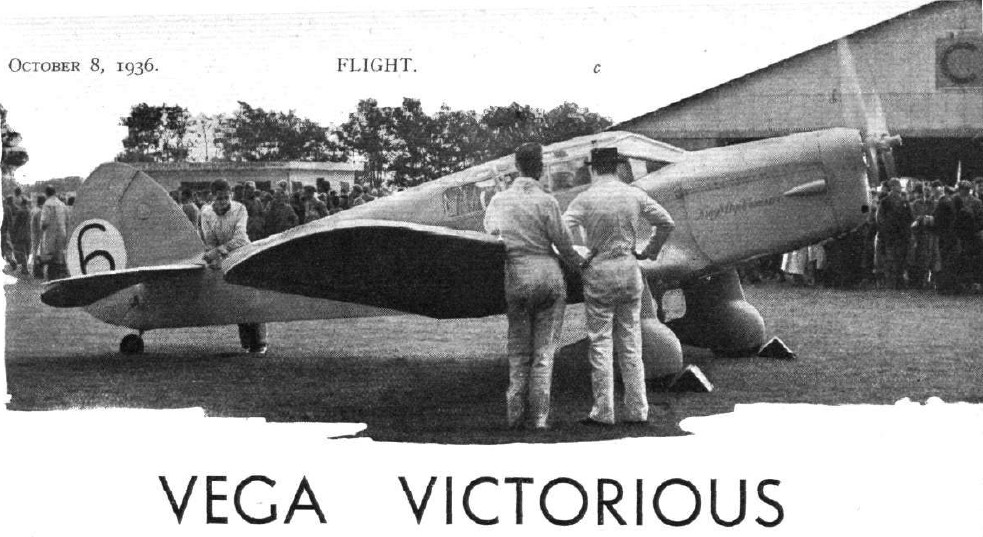
Das Siegerflugzeug, die Percival Vega Gull von Scott und Guthrie

Das Rennen wurde um 06:15 Uhr am 29. September 1936 auf dem Portsmouth Airport gestartet.  Als erste Besatzung starteten Findlay und Waller mit ihrer Airspeed Envoy um 06:30, gefolgt von Halse auf der Percival Mew Gull. Die anderen Starter folgten in einem Intervall von jeweils einer Minute, lediglich der Start der Miles Sparrow Hawk von Smith verzögerte sich wegen technischer Probleme um 75 Sekunden. Alington und Booth mussten das Rennen als Erste aufgeben. Bei der Landung in der Nähe von Regensburg wurde das Einziehfahrwerk ihrer British Aircraft Eagle beschädigt. Schäden am Einziehfahrwerk waren symptomatisch für diesen Flugzeugtyp. Auch die zweite von British Aircraft Manufacturing gebaute Maschine, eine zweimotorige Double Eagle musste das Rennen wegen Fahrwerksproblemen aufgeben. Bei diesem Flugzeug wurde das Fahrwerk beim Rollen in Kairo beschädigt. Bereits vorher hatte Miller das Rennen in der Nähe von Belgrad wegen Problemen mit der Treibstoffversorgung seiner Percival Mew Gull aufgeben müssen. Damit waren bis Kairo bereits ein Drittel aller Starter wegen technischer Probleme ausgefallen.
Smith musste das Rennen in Khartum ebenfalls aufgrund technischer Probleme aufgeben, bei seiner Sparrow Hawk gab es Schwierigkeiten mit dem Öltank. Damit waren fast die Hälfte aller gestarteten Flugzeuge  aus technischen Gründen ausgeschieden. Weitere vier Flugzeuge wurden bei Notlandungen bzw. Starts in Afrika beschädigt und mussten das Rennen aufgeben. Llewellyn und Hughesdon beschädigten ihr Flugzeug bei einer durch das schlechte Wetter erzwungenen Notlandung in der Nähe des Tanganjikasees. Halse und Clouston verloren ihre Maschinen bei Bruchlandungen in Rhodesien.
Die Sieger C. W .A. Scott und Giles Guthrie erreichten mit ihrer Percival Vega Gull G-AEKE den Rand Airport in Germiston nach einer Flugzeit von 52 Stunden, 56 Minuten und 48 Sekunden am 1. Oktober 1936. Zu diesem Zeitpunkt befand sich nur noch ein weiteres Flugzeug im Rennen, die Airspeed Envoy mit der Besatzung Findlay und Waller verunglückte jedoch kurze Zeit später. Scott hatte bereits drei Rekorde auf der Strecke England-Australien aufgestellt und zusammen mit Black das MacRobertson Air Race zwei Jahre zuvor gewonnen. Das Flugzeug wurde den beiden Piloten von Guthries Vater, Sir Connop Guthrie, zur Verfügung gestellt. Den Siegern stand damit die Hälfte des Preisgeldes von 10 000 £ zu. Da außer Scott und Guthrie keine weitere Besatzung das Rennen beendete, schlug Schlesinger vor, mit dem Rest des Preisgeldes die Angehörigen von Findlay und Morgan, dem Funker an Bord der Envoy, zu unterstützen, die bei dem Rennen ums Leben gekommen waren.
Giles Guthrie gewann 1937 in der wieder hergestellten G-AEKL das King’s Cup Race.

## Teilnehmer
| Teilnehmer  | Teilnehmer  | Teilnehmer                       | Teilnehmer                                     | Teilnehmer             | Teilnehmer                                                              |
| Startnummer | Kennzeichen | Eigentümer                       | Pilot                                          | Flugzeug               | Bemerkung                                                               |
| ----------- | ----------- | -------------------------------- | ---------------------------------------------- | ---------------------- | ----------------------------------------------------------------------- |
| 1.          | ZS-AHM      | Len Oates                        | Capt. A. M. Miller                             | Percival Mew Gull      | Notlandung 30 Meilen nördlich Belgrad wegen Treibstoffmangel            |
| 2.          | ZS-AHO      | Capt. S. S. Halse                | Capt. S. S. Halse                              | Percival Mew Gull      | Bruchlandung bei Bomboshawa, Nordrhodesien                              |
| 3.          | G-AELT      | Victor Smith                     | Victor Smith                                   | Miles Sparrow Hawk     | Aufgabe in Khartum wegen Problemen mit dem Öltank                       |
| 4.          | G-AEIN      | Henry S. Home                    | Flt. Lt. T. Rose                               | B.A.4 Double Eagle     | Aufgabe wegen Bruch des Fahrwerks beim Rollen in Kairo                  |
| 5.          | G-AEKD      | Lt. Misri Chand                  | Lt. Misri Chand, Lt. P. Randolph               | Percival Vega Gull     | nicht angetreten                                                        |
| 6.          | G-AEKE      | Sir Connop Guthrie               | C. W. A. Scott, Giles Guthrie                  | Percival Vega Gull     | Sieger                                                                  |
| 7.          | G-AEAB      | D. W. Llewellyn                  | D. W. Llewellyn, C. F. Hughesdon               | Percival Vega Gull     | Bruchlandung wegen schlechten Wetters nördlich des Tanganjikasees       |
| 8.          | G-ADOD      | F/O A. E. Clouston, F. E. Tasker | A. E. Clouston                                 | Miles Hawk VI          | Bruchlandung 150 Meilen südlich Salisbury, Rhodesien                    |
| 9.          | G-AEMX      | De Havilland Aircraft Co.        | H. Buckingham                                  | D.H.92 Dolphin         | nicht angetreten                                                        |
| 10.         | G-ADID      | C. G. M. Alington                | C. G. M. Alington, Lt. P. H. Booth, RN         | British Aircraft Eagle | Bruchlandung mit Fahrwerksbruch bei Regensburg                          |
| 11.         | G-AEDE      | Bateman Scott                    | Flt.Lt. H.R.A.Edwards, Sqdn. Ldr. B. S. Thynne | Miles Peregrine        | nicht angetreten                                                        |
| 12.         | UP-KEE      | John E. Carberry                 | John E. Carberry                               | Percival Vega Gull     | nicht angetreten                                                        |
| 13.         | G-AENA      | Max H. Findlay, Kenneth Waller   | Max H. Findlay, Kenneth Waller                 | Airspeed Envoy         | Bruch bei Start bei Abercorn, Nord-Rhodesia, Findlay und Morgan getötet |
| 14.         | G-AEKL      | Air Publicity Ltd                | T. Campbell Black                              | Percival Mew Gull      | nicht angetreten                                                        |